# Australian Open-mesterskabet i damedouble 2022
Australian Open-mesterskabet i damedouble 2022 var den 96. turnering om Australian Open-mesterskabet i damedouble. Turneringen var en del af Australian Open 2022 og blev spillet i Melbourne Park i Melbourne, Victoria, Australien i perioden 19. - 30. januar 2022 med deltagelse af 64 par.
Mesterskabet blev vundet af det topseedede par, Barbora Krejčíková og Kateřina Siniaková, som i en to timer og 42 minutter lang finale vandt med 6-7(3), 6-4, 6-4 over useedede Anna Danilina og Beatriz Haddad Maia, og som dermed vandt Australian Open-mesterskabet i damedouble for første gang efter at de året forinden havde tabt i finalen til Elise Mertens og Aryna Sabalenka. Krejčíková og Siniaková vandt dermed deres fjerde grand slam-titel i damedouble, da de tidligere havde sikret sig French Open-titlen i 2018 og 2021 samt Wimbledon-mesterskabet i 2018. Det var den ottende grand slam-titel i Barbora_Krejčíkovás karriere, idet hun også allerede havde vundet én grand slam-titel i damesingle, French Open i 2021) og tre mixed double-titler. Krejčíková og Siniaková var det første rent tjekkiske par, der vandt Australian Open-titlen i damedouble, siden Jana Novotná og Helena Suková vandt turneringen i 1990.
Anna Danilina og Beatriz Haddad Maia var begge i deres første grand slam-finale. De havde indledt deres makkerskab i starten af 2022 og vandt deres første turnering som makkere, Sydney Tennis Classic 2022, og fortsatte deres gode samarbejde i Australian Open, hvor de på vejen til finalen bl.a. besejrede andenseedede Shuko Aoyama og Ena Shibahara i semifinalen for anden turnering i træk, inden nederlaget i finalen blev deres første som makkere efter ni vundne kampe i træk. Haddad Maia var den blot tredje brasilianske kvinde i en grand slam-finale i double efter Maria Bueno, der vandt 19 grand slam-titler i alt i 1950'erne og 1960'erne, og Claudia Monteiro, der var i mixed double-finalen ved French Open 1982. Danilina var den første kasakhiske spiller i en Australian Open-finale.
De forsvarende mestre, Elise Mertens og Aryna Sabalenka, men Sabalenka stillede ikke op til sit titelforsvar. I stedet spillede Mertens sammen med Veronika Kudermetova, og det belgisk-russiske par tabte i semifinalen til Barbora Krejčíková og Kateřina Siniaková.

## Pengepræmier og ranglistepoint
Den samlede præmiesum til spillerne i damedouble androg A$ 4.102.200 (ekskl. per diem), hvilket var en stigning på 3,0 % i forhold til året før.
| Resultat               | Pengepræmier | Pengepræmier | Ændring ift. 2021 | WTA-point |
| Resultat               | Pr. par      | Total        | Ændring ift. 2021 | WTA-point |
| ---------------------- | ------------ | ------------ | ----------------- | --------- |
| Vindere (1)            | A$ 675.000   | A$ 675.000   | +12,5 %           | 2.000     |
| Finalister (1)         | A$ 360.000   | A$ 360.000   | +5,9 %            | 1.300     |
| Semifinalister (2)     | A$ 205.000   | A$ 410.000   | +2,5 %            | 780       |
| Kvartfinalister (4)    | A$ 113.000   | A$ 452.000   | +2,7 %            | 430       |
| Tabere i 3. runde (8)  | A$ 65.250    | A$ 522.000   | +0,4 %            | 240       |
| Tabere i 2. runde (16) | A$ 45.100    | A$ 721.600   | +0,2 %            | 130       |
| Tabere i 1. runde (32) | A$ 30.050    | A$ 961.600   | +0,2 %            | 10        |
| Samlet præmiesum       | -            | A$ 4.102.200 | +3,0 %            | -         |

## Turnering

### Deltagere
Hovedturneringen har deltagelse af 64 par, der er fordelt på:
- 57 direkte kvalificerede par i form af deres ranglisteplacering.
- 7 par, der har modtaget et wildcard.

#### Seedede par
De 16 bedst placerede af parrene på WTA's verdensrangliste blev seedet:
| Seedning | Rang. | Spillere                                | Resultat      |
| -------- | ----- | --------------------------------------- | ------------- |
| 1        |       | Barbora Krejčíková Kateřina Siniaková   | Mestre        |
| 2        |       | Shuko Aoyama Ena Shibahara              | Semifinalist  |
| 3        |       | Veronika Kudermetova Elise Mertens      | Semifinalist  |
| 4        |       | Samantha Stosur Zhang Shuai             | Anden runde   |
| 5        |       | Alexa Guarachi Nicole Melichar-Martinez | Tredje runde  |
| 6        |       | Gabriela Dabrowski Giuliana Olmos       | Anden runde   |
| 7        |       | Darija Jurak Schreiber Andreja Klepač   | Første runde  |
| 8        |       | Cori Gauff Catherine McNally            | Første runde  |
| 9        |       | Caroline Dolehide Storm Sanders         | Kvartfinalist |
| 10       |       | Marie Bouzková Lucie Hradecká           | Anden runde   |
| 11       |       | Ljudmyla Kitjenok Jeļena Ostapenko      | Anden runde   |
| 12       |       | Nadiia Kitjenok Sania Mirza             | Første runde  |
| 13       |       | Asia Muhammad Jessica Pegula            | Anden runde   |
| 14       |       | Xu Yifan Yang Zhaoxuan                  | Tredje runde  |
| 15       |       | Irina-Camelia Begu Nina Stojanović      | Første runde  |
| 16       |       | Viktória Kužmová Vera Zvonarjova        | Tredje runde  |

#### Wildcards
Syv par modtog et wildcard til hovedturneringen.
| Par                                        | Resultat     |
| ------------------------------------------ | ------------ |
| Kimberly Birrell Charlotte Kempenaers-Pocz | Anden runde  |
| Alexandra Bozovic Olivia Tjandramulia      | Første runde |
| Lizette Cabrera Priscilla Hon              | Anden runde  |
| Alizé Cornet Diane Parry                   | Første runde |
| Jaimee Fourlis Maddison Inglis             | Første runde |
| Seone Mendez Taylah Preston                | Første runde |
| Peangtarn Plipuech Aldila Sutjiadi         | Første runde |

### Resultater

#### Kvartfinaler, semifinaler og finale
| Barbora Krejčíková |
| Kateřina Siniaková |

| Caroline Dolehide |
| Storm Sanders     |

| Barbora Krejčíková |
| Kateřina Siniaková |

| Veronika Kudermetova |
| Elise Mertens        |

| Veronika Kudermetova |
| Elise Mertens        |

| Kirsten Flipkens    |
| Sara Sorribes Tormo |

| Barbora Krejčíková |
| Kateřina Siniaková |

| Anna Danilina       |
| Beatriz Haddad Maia |

| Anna Danilina       |
| Beatriz Haddad Maia |

| Rebecca Peterson    |
| Anastasija Potapova |

| Anna Danilina       |
| Beatriz Haddad Maia |

| Petra Martić  |
| Shelby Rogers |

| Shuko Aoyama  |
| Ena Shibahara |

| Shuko Aoyama  |
| Ena Shibahara |

#### Første, anden og tredje runde
| Barbora Krejčíková |
| Kateřina Siniaková |

| L. Pattinama Kerkhove |
| Arina Rodionova       |

| Barbora Krejčíková |
| Kateřina Siniaková |

| Madison Brengle |
| Tatjana Maria   |

| Monique Adamczak |
| Han Xinyun       |

| Monique Adamczak |
| Han Xinyun       |

| Barbora Krejčíková |
| Kateřina Siniaková |

| Danielle Collins |
| Desirae Krawczyk |

| Danielle Collins |
| Desirae Krawczyk |

| Darja Kasatkina    |
| Ljudmila Samsonova |

| Danielle Collins |
| Desirae Krawczyk |

| Danka Kovinić     |
| Aleksandra Krunić |

| Asia Muhammad  |
| Jessica Pegula |

| Asia Muhammad  |
| Jessica Pegula |

| Caroline Dolehide |
| Storm Sanders     |

| Anna K. Schmiedlová  |
| Kimberley Zimmermann |

| Caroline Dolehide |
| Storm Sanders     |

| Eri Hozumi      |
| Makoto Ninomiya |

| Eri Hozumi      |
| Makoto Ninomiya |

| Katarzyna Piter |
| Mayar Sherif    |

| Caroline Dolehide |
| Storm Sanders     |

| Jasmine Paolini |
| Heather Watson  |

| Marta Kostjuk     |
| Dajana Jastremska |

| Alexandra Bozovic   |
| Olivia Tjandramulia |

| Jasmine Paolini |
| Heather Watson  |

| Marta Kostjuk     |
| Dajana Jastremska |

| Marta Kostjuk     |
| Dajana Jastremska |

| Cori Gauff        |
| Catherine McNally |

| Veronika Kudermetova |
| Elise Mertens        |

| Anna Blinkova         |
| Aljaksandra Sasnovitj |

| Veronika Kudermetova |
| Elise Mertens        |

| Seone Mendez   |
| Taylah Preston |

| Caroline Garcia     |
| Kristina Mladenovic |

| Caroline Garcia     |
| Kristina Mladenovic |

| Veronika Kudermetova |
| Elise Mertens        |

| Anna-Lena Friedsam |
| Raluca Olaru       |

| Xu Yifan      |
| Yang Zhaoxuan |

| Alizé Cornet |
| Diane Parry  |

| Anna-Lena Friedsam |
| Raluca Olaru       |

| Sofia Kenin       |
| Julija Putintseva |

| Xu Yifan      |
| Yang Zhaoxuan |

| Xu Yifan      |
| Yang Zhaoxuan |

| Nadiia Kitjenok |
| Sania Mirza     |

| Kaja Juvan      |
| Tamara Zidanšek |

| Kaja Juvan      |
| Tamara Zidanšek |

| Simona Halep        |
| Elena-Gabriela Ruse |

| Jaqueline Cristian |
| Andrea Petkovic    |

| Jaqueline Cristian |
| Andrea Petkovic    |

| Jaqueline Cristian |
| Andrea Petkovic    |

| Julia Lohoff    |
| Maryna Zanevska |

| Kirsten Flipkens    |
| Sara Sorribes Tormo |

| Kirsten Flipkens    |
| Sara Sorribes Tormo |

| Kirsten Flipkens    |
| Sara Sorribes Tormo |

| Clara Burel   |
| Camila Osorio |

| Gabriela Dabrowski |
| Giuliana Olmos     |

| Gabriela Dabrowski |
| Giuliana Olmos     |

| Darija Jurak Schreiber |
| Andreja Klepač         |

| Tereza Martincová   |
| Markéta Vondroušová |

| Tereza Martincová   |
| Markéta Vondroušová |

| Anna Danilina       |
| Beatriz Haddad Maia |

| Anna Danilina       |
| Beatriz Haddad Maia |

| Anna Bondár         |
| Oksana Kalasjnikova |

| Anna Danilina       |
| Beatriz Haddad Maia |

| Aliona Bolsova |
| Ulrikke Eikeri |

| Aliona Bolsova |
| Ulrikke Eikeri |

| Elixane Lechemia |
| Ingrid Neel      |

| Aliona Bolsova |
| Ulrikke Eikeri |

| Irina Bara         |
| Ekaterine Gorgodze |

| Marie Bouzková |
| Lucie Hradecká |

| Marie Bouzková |
| Lucie Hradecká |

| Irina-Camelia Begu |
| Nina Stojanović    |

| Rebecca Peterson    |
| Anastasija Potapova |

| Rebecca Peterson    |
| Anastasija Potapova |

| Nuria Párrizas Díaz |
| Arantxa Rus         |

| Kimberly Birrell   |
| C. Kempenaers-Pocz |

| Kimberly Birrell   |
| C. Kempenaers-Pocz |

| Rebecca Peterson    |
| Anastasija Potapova |

| Magda Linette |
| Bernarda Pera |

| Magda Linette |
| Bernarda Pera |

| Clara Tauson        |
| Alison Van Uytvanck |

| Magda Linette |
| Bernarda Pera |

| Miyu Kato          |
| Sabrina Santamaria |

| Samantha Stosur |
| Zhang Shuai     |

| Samantha Stosur |
| Zhang Shuai     |

| Alexa Guarachi           |
| Nicole Melichar-Martinez |

| Peangtarn Plipuech |
| Aldila Sutjiadi    |

| Alexa Guarachi           |
| Nicole Melichar-Martinez |

| Greet Minnen |
| Ellen Perez  |

| Greet Minnen |
| Ellen Perez  |

| Jaimee Fourlis  |
| Maddison Inglis |

| Alexa Guarachi           |
| Nicole Melichar-Martinez |

| Petra Martić  |
| Shelby Rogers |

| Petra Martić  |
| Shelby Rogers |

| Kaitlyn Christian |
| Lidzija Marozava  |

| Petra Martić  |
| Shelby Rogers |

| Viktorija Golubic |
| Jil Teichmann     |

| Ljudmyla Kitjenok |
| Jeļena Ostapenko  |

| Ljudmyla Kitjenok |
| Jeļena Ostapenko  |

| Viktória Kužmová |
| Vera Zvonarjova  |

| Varvara Gratjeva  |
| Anhelina Kalinina |

| Viktória Kužmová |
| Vera Zvonarjova  |

| Ann Li       |
| Alison Riske |

| Nao Hibino      |
| Alicja Rosolska |

| Nao Hibino      |
| Alicja Rosolska |

| Viktória Kužmová |
| Vera Zvonarjova  |

| Leylah Fernandez |
| Erin Routliffe   |

| Shuko Aoyama  |
| Ena Shibahara |

| Lizette Cabrera |
| Priscilla Hon   |

| Lizette Cabrera |
| Priscilla Hon   |

| Natela Dzalamidze |
| Kamilla Rakhimova |

| Shuko Aoyama  |
| Ena Shibahara |

| Shuko Aoyama  |
| Ena Shibahara |